# 圣瑞尼安
圣瑞尼安（法語：Saint-Junien，法語發音：[sɛ̃ ʒynjɛ̃]），法国中南部城市，新阿基坦大区上维埃纳省的一个市镇，隶属于罗什舒阿尔区，其市镇面积为56.82平方公里，2022年1月1日时人口数量为11,382人，是该省人口第二多的市镇，在法国城市中排名第878位。
圣瑞尼安位于上维埃纳省西部，维埃纳河右岸，其西侧与夏朗德省接壤。圣瑞尼安近现代因手套生产及造纸业而闻名，是一个区域性的中心城市，多个方向的公路在此交汇。

## 地名来源
“Junien”一名出自天主教圣人普瓦图的瑞尼安，该名称自11世纪起成为当地的官方名称。法国大革命期间，圣瑞尼安被更名为“Junien-la-Montagne”。
圣瑞尼安所处区域历史上曾通行奥克语利穆赞方言，“Saint-Junien”在奥克语维基百科及Openstreetmap中被标记为“Sent Junian”。

## 历史

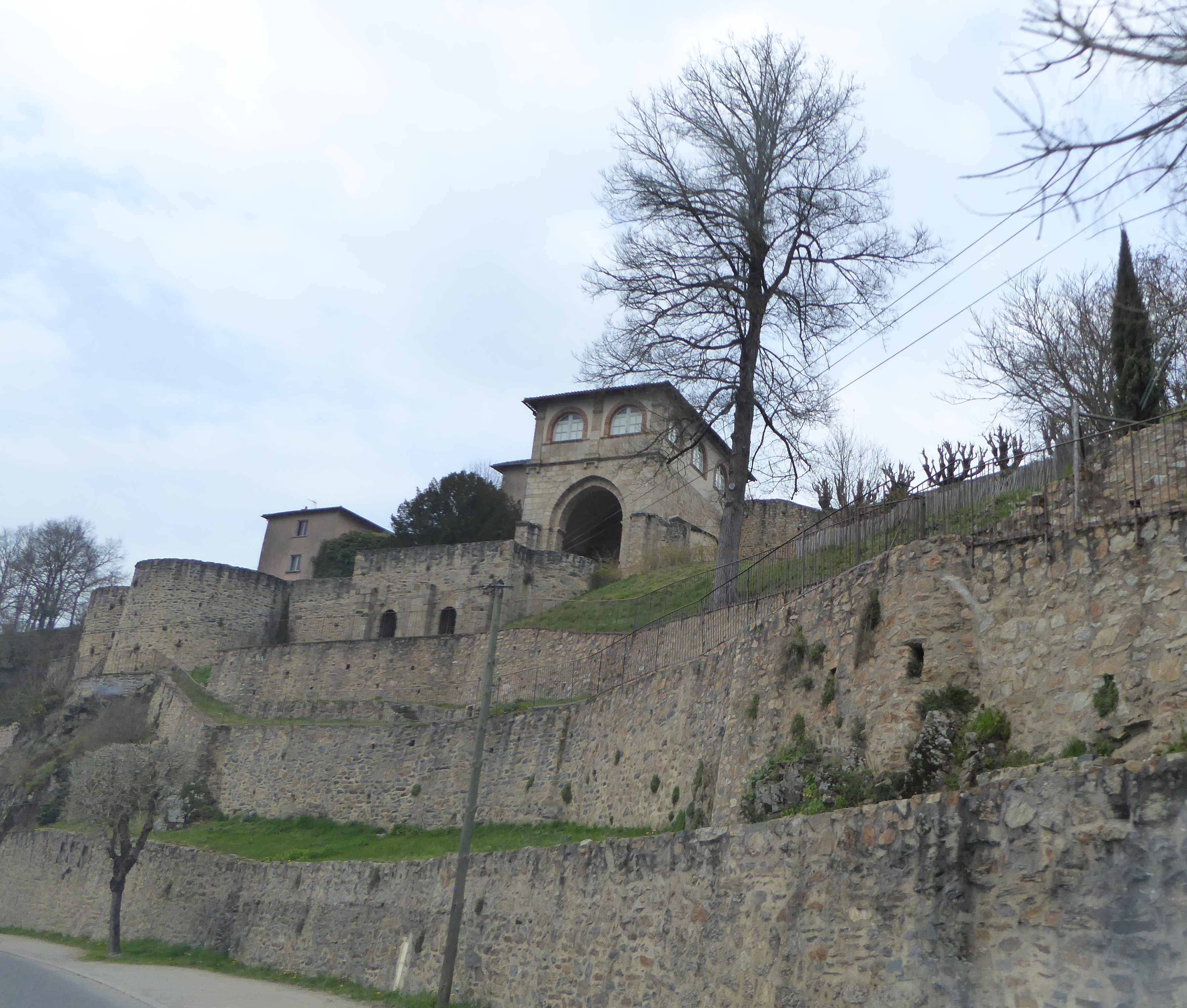
圣瑞尼安城墙遗址

圣瑞尼安的早期历史尚不清楚。根据当地官方网站的论述，利摩日主教吕里斯于公元六世纪初在维埃纳河畔兴建了一处修道院，其附近村落被命名为“Comodoliac”，该名称出自该地高卢时期的一支部落。中世纪初，诺曼人曾入侵圣瑞尼安地区。公元1100年，Comodoliac修道院被更名为“Junien”以纪念圣人普瓦图的瑞尼安，“圣瑞尼安”一名由此而来。中世纪中后期，圣瑞尼安得到快速发展，拥有四座城门的圣瑞尼安城墙于公元12世纪建成，13世纪时，圣瑞尼安城墙外侧亦开始出现居民区。公元18世纪，圣瑞尼安的大部分城墙被拆除。法国大革命后，圣瑞尼安成为上维埃纳省的一个市镇。1790至1794年间，La Bretagne整体并入圣瑞尼安。工业革命期间，途径圣瑞尼安的利摩日—昂古莱姆铁路建成通车，圣瑞尼安因手套及造纸工业而兴盛。工业发展使得圣瑞尼安居民及工人数量快速增加，当地于20世纪初出现了工人联盟组织，并通过选举产生了首位社会主义市长。1927年，圣瑞尼安境内建成了战争烈士纪念碑。

## 地理

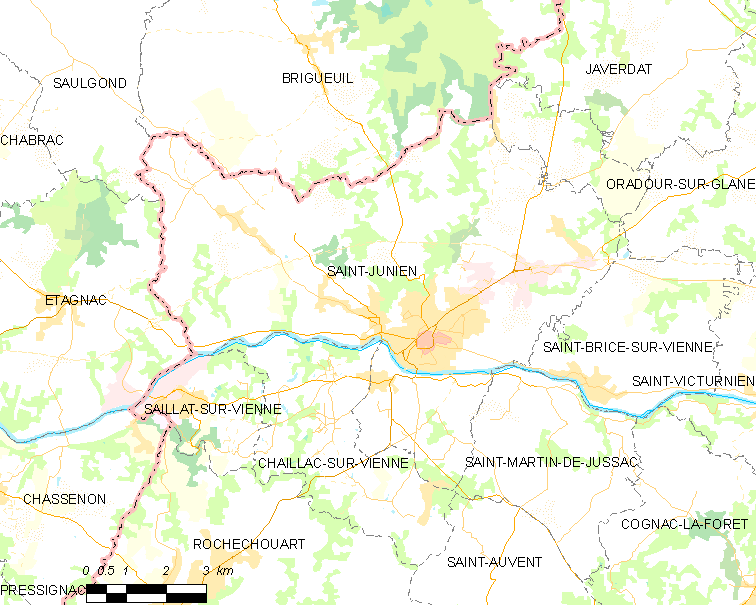
圣瑞尼安市镇范围地图

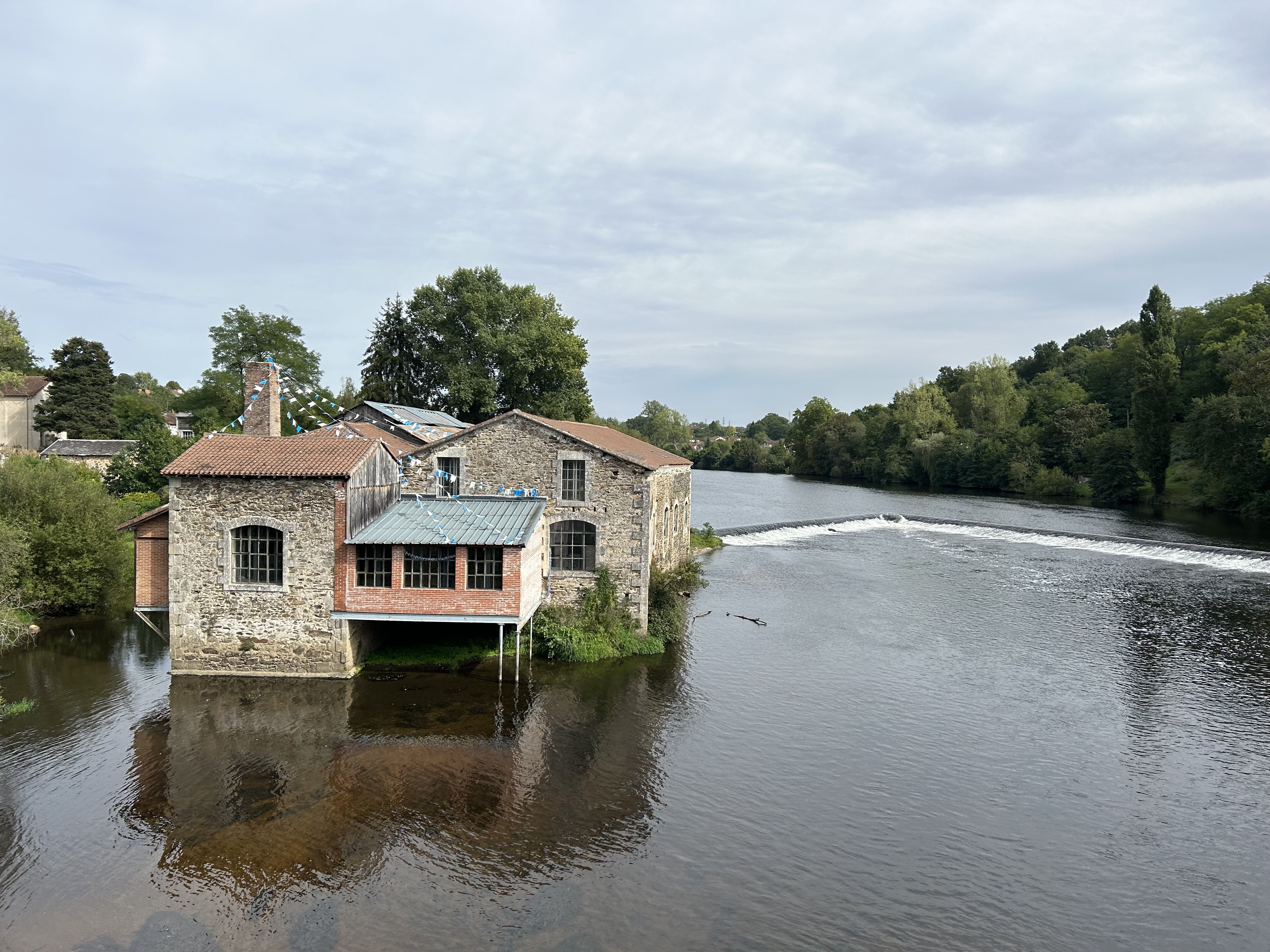
维埃纳河圣瑞尼安段

圣瑞尼安位于法国中南部偏西，新阿基坦大区东北部和上维埃纳省西部，距离省会利摩日大约32公里。与圣瑞尼安接壤的市镇包括：布里格伊、埃塔尼亚克、索尔贡、维埃纳河畔圣布里斯、维埃纳河畔萨亚、维埃纳河畔圣布里斯、维埃纳河畔沙亚克和圣马丹德瑞萨克。

### 地形
圣瑞尼安位于法国中央高原西部边缘，维埃纳河地区和利穆赞夏朗德地区过渡地带，境内以浅丘为主，市镇中心位于一处地势较高的河谷外侧，整体地势自河谷向外侧逐渐抬升，沿河地带地势起伏较为明显，全境海拔在157到317米之间。

### 水文
维埃纳河自东向西流经圣瑞尼安镇中心，其右岸支流格拉讷河在市区西部与其交汇。

### 植被
圣瑞尼安属于温带阔叶混交林区，林地广泛分布于河谷地带，市中心的贝尔维德拉格拉讷公园（Parc de Bellevue de la Glane）、拉科特广场（Place Lacôte）等是当地主要的城市绿地。
在鲜花城市的评比中，圣瑞尼安被评为3星级鲜花城市。

### 气候
圣瑞尼安在柯本气候分类法中属于温带海洋性气候（Cfb）。
圣瑞尼安境内设有气象站，以下为该气象站的数据（其中日照数据取自利摩日机场）：
| 圣瑞尼安 1981年－2019年 | 圣瑞尼安 1981年－2019年 | 圣瑞尼安 1981年－2019年 | 圣瑞尼安 1981年－2019年 | 圣瑞尼安 1981年－2019年 | 圣瑞尼安 1981年－2019年 | 圣瑞尼安 1981年－2019年 | 圣瑞尼安 1981年－2019年 | 圣瑞尼安 1981年－2019年 | 圣瑞尼安 1981年－2019年 | 圣瑞尼安 1981年－2019年 | 圣瑞尼安 1981年－2019年 | 圣瑞尼安 1981年－2019年 | 圣瑞尼安 1981年－2019年 |
| 月份                    | 1月                     | 2月                     | 3月                     | 4月                     | 5月                     | 6月                     | 7月                     | 8月                     | 9月                     | 10月                    | 11月                    | 12月                    | 全年                    |
| ----------------------- | ----------------------- | ----------------------- | ----------------------- | ----------------------- | ----------------------- | ----------------------- | ----------------------- | ----------------------- | ----------------------- | ----------------------- | ----------------------- | ----------------------- | ----------------------- |
| 历史最高温 °C（°F）     | 17.8 (64.0)             | 23.5 (74.3)             | 25.9 (78.6)             | 29.8 (85.6)             | 31.2 (88.2)             | 37.1 (98.8)             | 38.4 (101.1)            | 39.7 (103.5)            | 33.8 (92.8)             | 28.3 (82.9)             | 23.9 (75.0)             | 18.3 (64.9)             | 39.7 (103.5)            |
| 平均高温 °C（°F）       | 8 (46)                  | 9.7 (49.5)              | 13.1 (55.6)             | 15.7 (60.3)             | 19.6 (67.3)             | 23.5 (74.3)             | 24.9 (76.8)             | 25.3 (77.5)             | 21.7 (71.1)             | 17.3 (63.1)             | 11 (52)                 | 8.2 (46.8)              | 16.5 (61.7)             |
| 日均气温 °C（°F）       | 4.7 (40.5)              | 5.6 (42.1)              | 8.3 (46.9)              | 10.6 (51.1)             | 14.3 (57.7)             | 17.9 (64.2)             | 19.2 (66.6)             | 19.3 (66.7)             | 15.9 (60.6)             | 12.8 (55.0)             | 7.4 (45.3)              | 4.8 (40.6)              | 11.7 (53.1)             |
| 平均低温 °C（°F）       | 1.4 (34.5)              | 1.4 (34.5)              | 3.5 (38.3)              | 5.5 (41.9)              | 9.1 (48.4)              | 12.3 (54.1)             | 13.4 (56.1)             | 13.3 (55.9)             | 10.1 (50.2)             | 8.3 (46.9)              | 3.9 (39.0)              | 1.5 (34.7)              | 7 (45)                  |
| 历史最低温 °C（°F）     | −10.5 (13.1)            | −13.6 (7.5)             | −11.8 (10.8)            | −3.9 (25.0)             | −1.1 (30.0)             | 4.5 (40.1)              | 5.4 (41.7)              | 5.2 (41.4)              | 1.1 (34.0)              | −4.7 (23.5)             | −9.4 (15.1)             | −11.7 (10.9)            | −13.6 (7.5)             |
| 平均降水量 mm（）       | 81.8 (3.22)             | 69.8 (2.75)             | 81.5 (3.21)             | 92.4 (3.64)             | 88.2 (3.47)             | 70.1 (2.76)             | 66.2 (2.61)             | 74.5 (2.93)             | 64 (2.5)                | 84.4 (3.32)             | 108.5 (4.27)            | 96.2 (3.79)             | 977.6 (38.49)           |
| 月均日照時數            | 86                      | 104                     | 156.8                   | 167.7                   | 204.9                   | 227.4                   | 238.2                   | 231                     | 191.5                   | 133.3                   | 81.4                    | 77.6                    | 1,899.8                 |
| 来源：infoclimat.fr     |                         |                         |                         |                         |                         |                         |                         |                         |                         |                         |                         |                         |                         |

## 行政区划
圣瑞尼安的市镇编号为87154，邮政编号为87200。
在行政管理方面，圣瑞尼安隶属于法国新阿基坦大区上维埃纳省罗什舒阿尔区；在地方选举方面，圣瑞尼安是圣瑞尼安县的中央投票站所在地，其市镇范围全境被划入上维埃纳省第二选区；在社会管理方面，圣瑞尼安是利穆赞海洋门市镇公共社区的办公驻地。
截至2024年4月，圣瑞尼安市镇范围内暂无任何城市敏感街区及城市政策优先街区。
法国国家统计与经济研究所（简称）在进行数据统计时，将圣瑞尼安市镇单独设为圣瑞尼安城市核心区（Unité urbaine de Saint-Junien），并将包括核心区在内的周边共两个市镇划为圣瑞尼安城市区。自2020年起，圣瑞尼安城市区被包含127个市镇的利摩日城市辐射区代替。此外，还将圣瑞尼安市镇分为了5个“块区”（IRIS），以便于统计人口分布情况。

## 交通

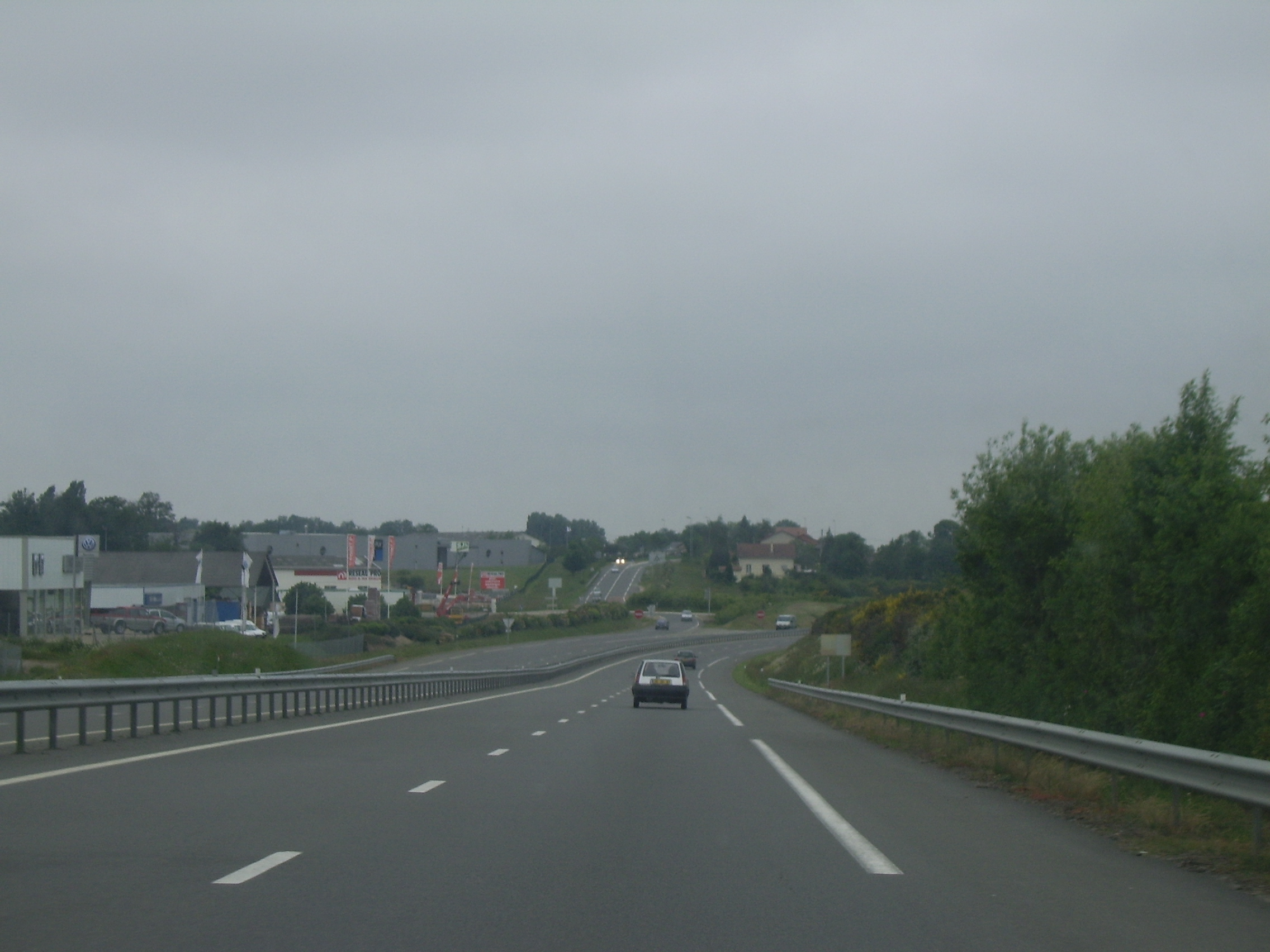
法国国道N141线圣瑞尼安段

### 公路
法国国道N141线和上维埃纳省省道D21线、D21a线、D32线、D86线、D675线、D711线和D941线在圣瑞尼安境内交汇。新阿基坦大区下属的上维埃纳省城际客运180线、200线、232线和233线经停圣瑞尼安，可通往利摩日、昂古莱姆、屈萨克、罗什舒阿尔、沙吕、圣马蒂厄等地。
| 32 | 126 |

| 30 | 35 |

| 利摩日 | 31 |

| 维埃纳河畔艾克斯 | 26 |

| 昂古莱姆 | 74 |

| 沙斯讷伊 | 41 |

| 罗什舒阿尔 | 12 |

| 沙巴奈 | 16 |

| 孔福朗 | 26 |

| 贝拉克 | 33 |

2020年，73.8%的圣瑞尼安家庭拥有至少一辆私人汽车。2021年，圣瑞尼安境内共发生各类交通事故8起，造成1人遇难，8人受伤，其中6人重伤。

### 铁路
圣瑞尼安位于利摩日—昂古莱姆铁路上。圣瑞尼安站位于市区南部，停靠往返于利摩日和萨亚-沙斯农一线的区域列车。

### 航空
圣瑞尼安距离利摩日机场的公路里程大约25公里。

### 城市公共交通
圣瑞尼安市政府为当地居民提供商业名称为“Liberbus”的定制巴士服务，每周工作日下午开行，路网覆盖了圣瑞尼安市区内的主要街道和居民区。

## 政治

### 市政内阁

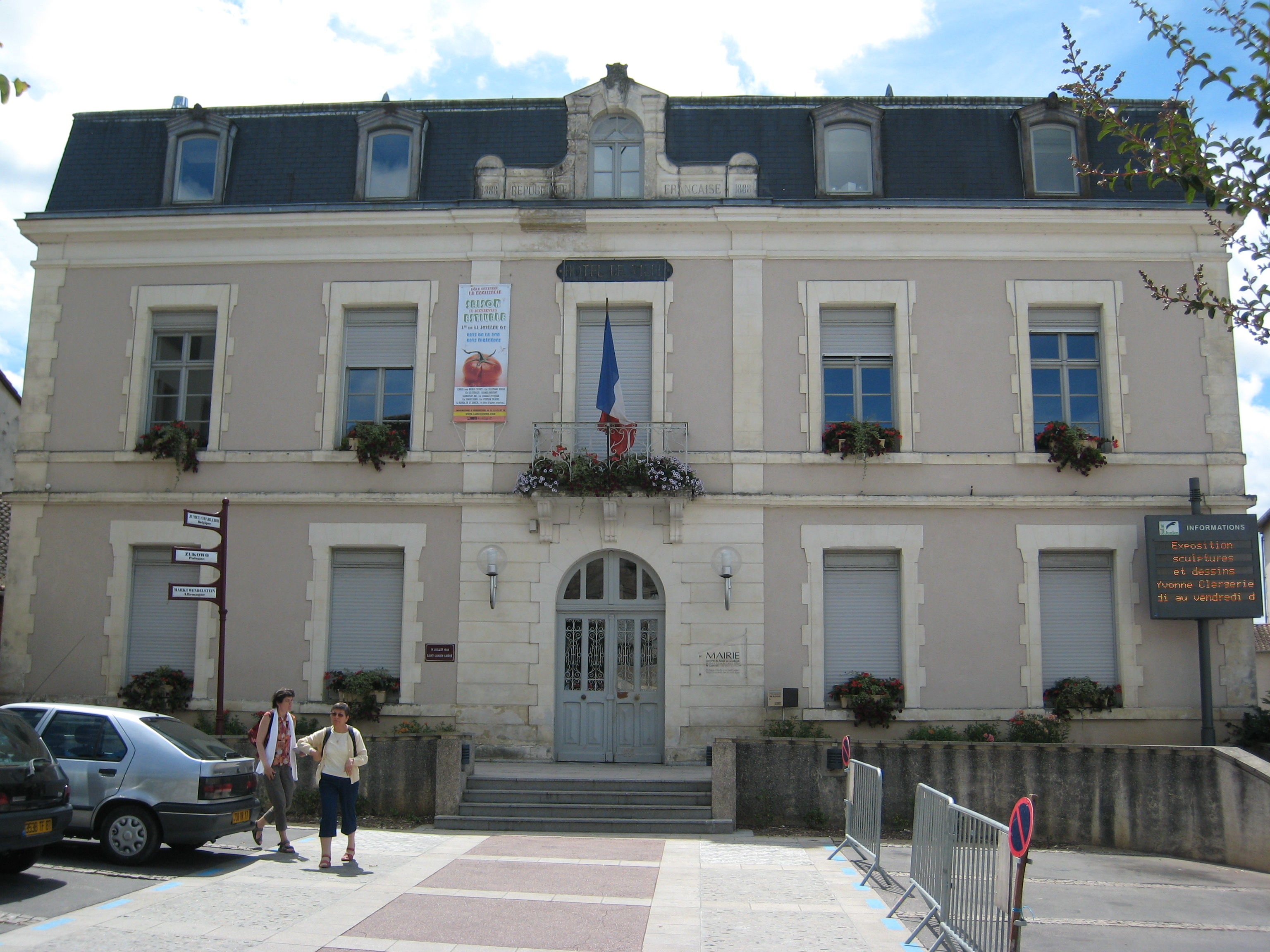
圣瑞尼安市政厅

圣瑞尼安的现任市长为埃尔韦·博代先生（Hervé BEAUDET），他是左翼联盟的一名成员，自2024年3月起担任；其前任为皮埃尔·阿拉尔先生（Pierre ALLARD），他也是左翼联盟的一名成员，在2020年的市政选举中获得了61.16%的支持率。
| 圣瑞尼安历届市长 | 圣瑞尼安历届市长              | 圣瑞尼安历届市长                 |
| 任期             | 市长                          | 党派                             |
| ---------------- | ----------------------------- | -------------------------------- |
| 1944年－1965年   | Martial PASCAUD 马夏尔·帕斯科 | PCF法国共产党                    |
| 1965年－2001年   | Roland MAZOIN 罗朗·马祖万     | PCF法国共产党 →DVG左翼无党派人士 |
| 2001年－2024年   | Pierre ALLARD 皮埃尔·阿拉尔   | UG左翼联盟                       |
| 2024年－         | Hervé BEAUDET 埃尔韦·博代     | UG左翼联盟                       |

### 各级选举
| 圣瑞尼安历届投票选举结果 | 圣瑞尼安历届投票选举结果 | 圣瑞尼安历届投票选举结果 | 圣瑞尼安历届投票选举结果 | 圣瑞尼安历届投票选举结果      | 圣瑞尼安历届投票选举结果 | 圣瑞尼安历届投票选举结果 | 圣瑞尼安历届投票选举结果      | 圣瑞尼安历届投票选举结果 | 圣瑞尼安历届投票选举结果 |
| 选举项目                 | 选举范围                 | 选区单位                 | 选区单位内的选举结果     | 选区单位内的选举结果          | 选区单位内的选举结果     | 选区单位内的选举结果     | 选区单位内的选举结果          | 选区单位内的选举结果     | 参考资料                 |
| 选举项目                 | 选举范围                 | 选区单位                 | 第一轮胜出者             | 第一轮胜出者                  | 支持率                   | 第二轮胜出者             | 第二轮胜出者                  | 支持率                   | 参考资料                 |
| ------------------------ | ------------------------ | ------------------------ | ------------------------ | ----------------------------- | ------------------------ | ------------------------ | ----------------------------- | ------------------------ | ------------------------ |
| 2017年法國總統選舉       | 法國                     | 市镇                     |                          | 让-吕克·梅朗雄                | 27.67%                   |                          | 埃马纽埃尔·马克龙             | 70.65%                   | [ 29 ]                   |
| 2017年法国立法选举       | 上维埃纳省第二选区       | 市镇                     |                          | 皮埃尔·阿拉尔                 | 36.96%                   |                          | 皮埃尔·阿拉尔                 | 59.69%                   | [ 29 ]                   |
| 2019年欧洲议会选举       | 法國                     | 市镇                     |                          | 若尔丹·巴尔代拉               | 21.88%                   | （不适用）               | （不适用）                    | （不适用）               | [ 31 ]                   |
| 2021年法国省级选举       | 上维埃纳省               | 县                       |                          | 皮埃尔·阿拉尔 西尔维·蒂伊拉斯 | 54.66%                   |                          | 皮埃尔·阿拉尔 西尔维·蒂伊拉斯 | 65.22%                   | [ 32 ]                   |
| 2021年法国省级选举       | 上维埃纳省               | 市镇                     |                          | 皮埃尔·阿拉尔 西尔维·蒂伊拉斯 | 55.28%                   |                          | 皮埃尔·阿拉尔 西尔维·蒂伊拉斯 | 63.59%                   | [ 32 ]                   |
| 2021年法国大区选举       |                          | 市镇                     |                          | 阿兰·鲁塞                     | 33.73%                   |                          | 阿兰·鲁塞                     | 45%                      | [ 33 ]                   |
| 2022年法国总统选举       | 法國                     | 市镇                     |                          | 埃马纽埃尔·马克龙             | 26.69%                   |                          | 埃马纽埃尔·马克龙             | 58.46%                   | [ 29 ]                   |
| 2022年法国立法选举       | 上维埃纳省第二选区       | 市镇                     |                          | 斯特法纳·德洛特雷特           | 36.42%                   |                          | 斯特法纳·德洛特雷特           | 64.39%                   | [ 29 ]                   |

## 人口
2021年，圣瑞尼安市镇人口数量为11,387，在法国排名第878位。其中男性5,208人，女性6,087人，75岁及以上人口占13.2%，外籍人口数量为336人，人口密度为200人/平方公里，当地居民被称为（男性）或（女性）。2022年，圣瑞尼安境内出生84人，死亡人口144人。
| 圣瑞尼安1901年－2021年人口变化情况 |
|                                    |
| 数据来源：Cassini、INSEE           |

## 经济
圣瑞尼安是一个区域性的中心城市。截至2024年4月，圣瑞尼安市镇范围内共有各类用人单位（包含自雇）1,787家，平均历史为17年，其中98.31%为中小型企业（PME），2024年2月至4月间，当地的经济活力指数为0.34%。（大型零售）、（通讯及电力设施安装工程）及（地面工程）是当地2021年营业额最高的三个企业，分别为65,772,797欧元、6,717,613欧元和4,275,958欧元。

## 财政与居民收入
2022年，圣瑞尼安的财政收入总额为15,738,000欧元，财政支出总额为14,715,100欧元，当年的债务总额为6,172,930欧元。2022年，圣瑞尼安市镇通过增值税获得469,630欧元的收入，此外当地还共获得了639,100欧元的国家直接财政补助。
| 圣瑞尼安居民收入情况                             | 圣瑞尼安居民收入情况 | 圣瑞尼安居民收入情况  | 圣瑞尼安居民收入情况 |
| 内容                                             | 圣瑞尼安             | 法国                  | 统计年份             |
| ------------------------------------------------ | -------------------- | --------------------- | -------------------- |
| 征税家庭总数                                     | 5,438                | 1,081（法国市镇平均） | 2022年               |
| 居民平均月收入                                   | 2,112欧元            | 2,435欧元             | 2022年               |
| 高级职员人均月收入                               | 3,619欧元            | 4,331欧元             | 2021年               |
| 中级职员人均月收入                               | 2,415欧元            | 2,470欧元             | 2021年               |
| 普通职员人均月收入                               | 1,696欧元            | 1,801欧元             | 2021年               |
| 贫困率                                           | 15%                  | 14.5%                 | 2020年               |
| 青壮年（15至64岁）失业率                         | 13.7%                | 7.4%                  | 2020年               |
| 征税家庭数量占比                                 | 41.2%                | 45.5%                 | 2020年               |
| 家庭年均纳税                                     | 2,335欧元            | 4,393欧元             | 2022年               |
| 资料来源：INSEE、L'Internaute、Le Journal du Net |                      |                       |                      |

## 社会事务

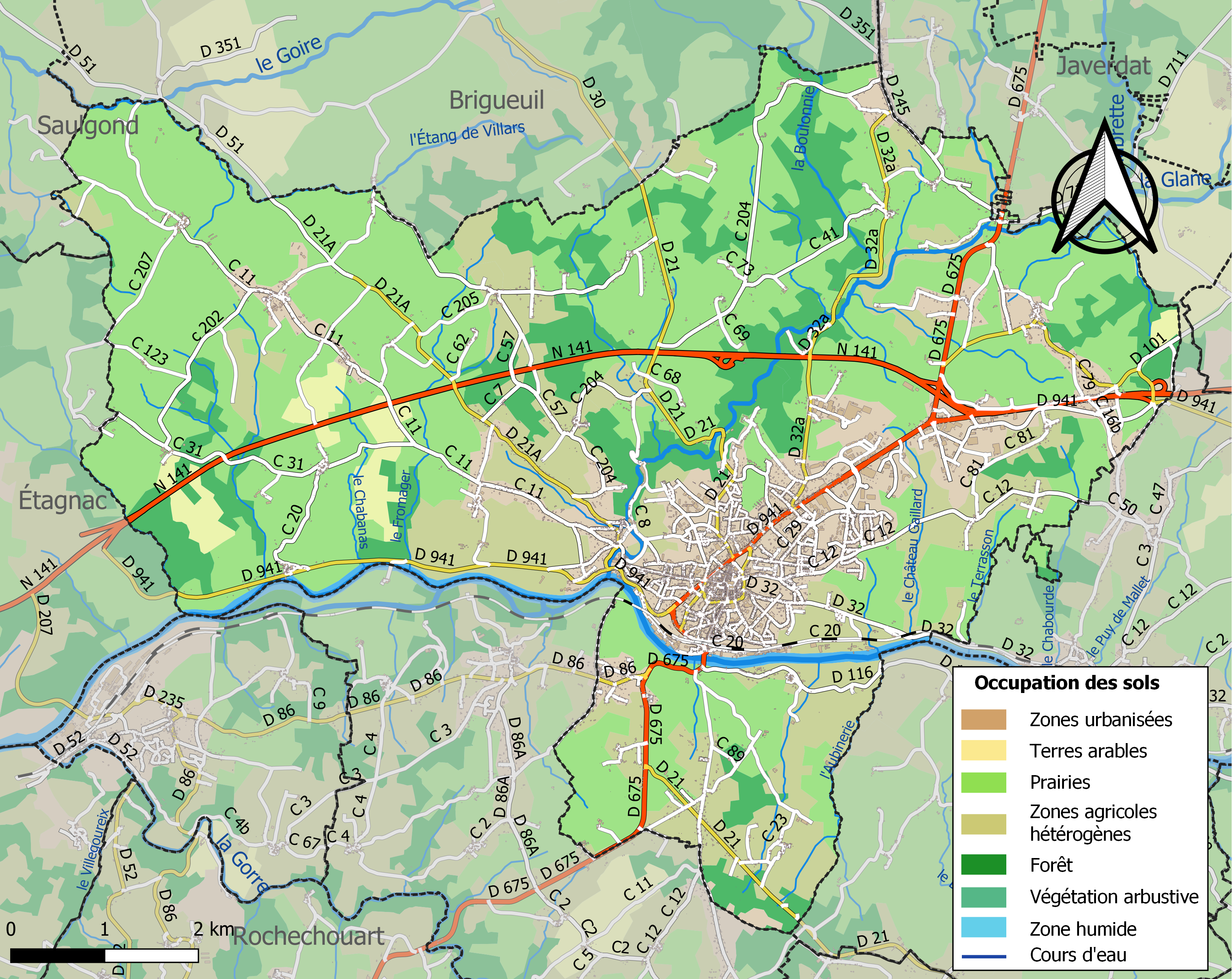
圣瑞尼安土地利用情况地图

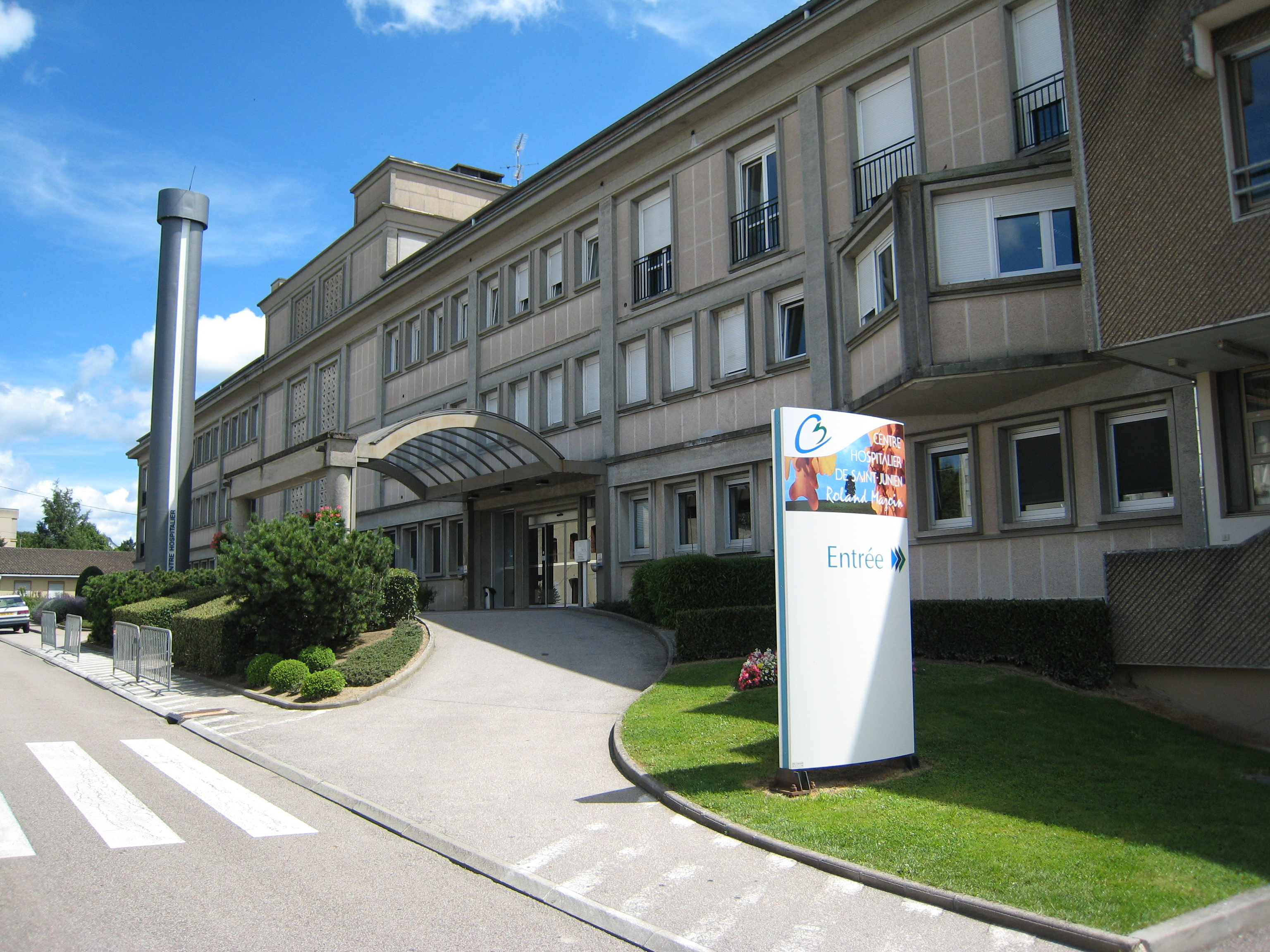
圣瑞尼安中心医院

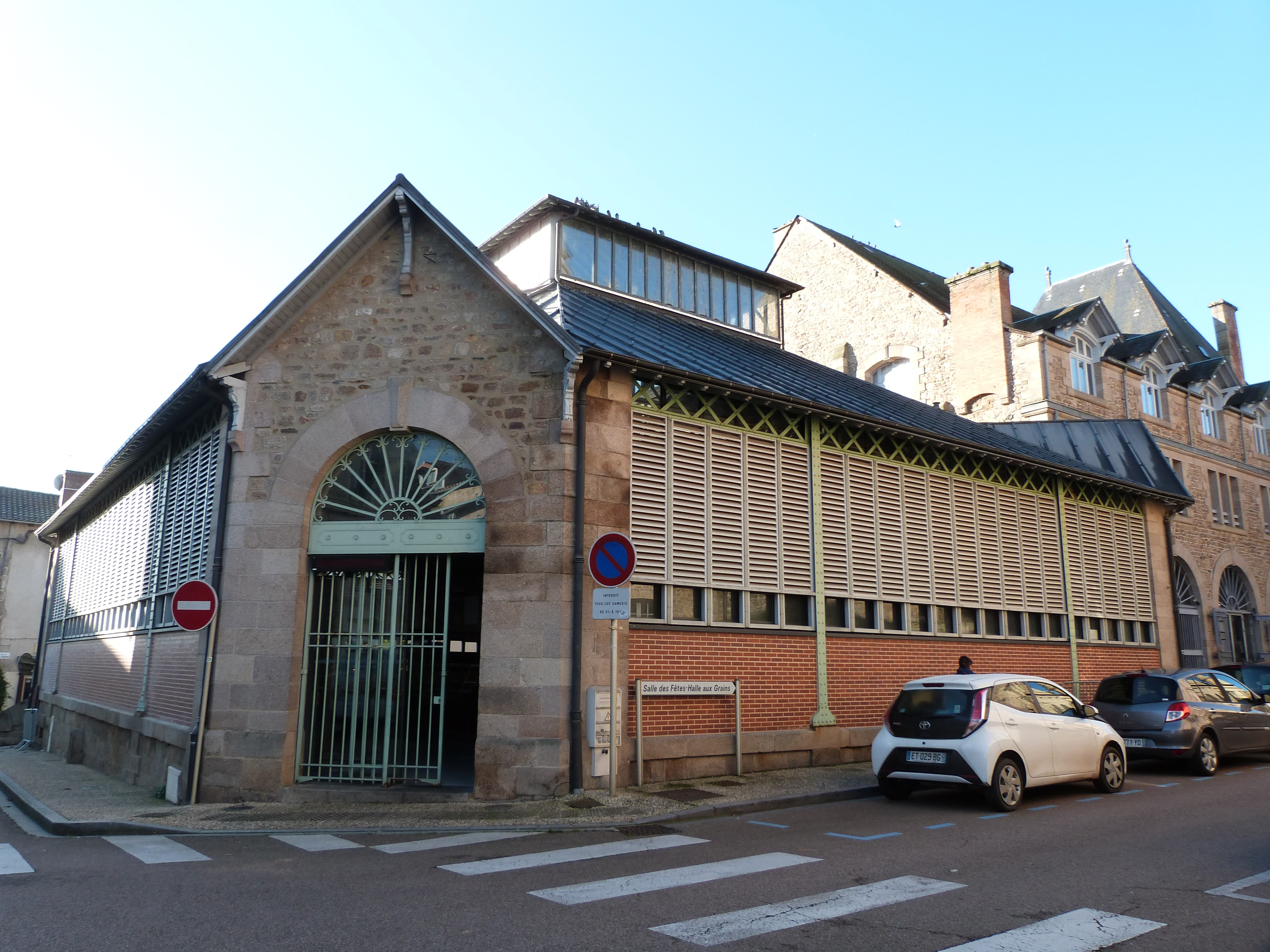
集市大堂

### 教育
圣瑞尼安属于利摩日学区。截至2021年1月1日，圣瑞尼安境内共有3所幼儿园、4所小学、2所初级中学、1所普通高中和1所职业高中。2022至2023学年度，圣瑞尼安境内共有在校中等教育阶段学生1,837名。
在高等教育方面，圣瑞尼安境内有一所卫生学校。

### 医疗
截至2021年1月1日，圣瑞尼安境内共有全科医生14名、保健师17名、牙医5名、护士21名、耳科医生1名、眼科医生1名、皮肤科医生2名、助产士2名和妇科医生1名。境内共有药房5家、养老院1家、残疾人帮扶中心1家。
圣瑞尼安中心医院（Centre Hospitalier de Saint-Junien），全名为“圣瑞尼安-罗什舒阿尔医疗机构”（Etablissements hospitaliers de Saint Junien et de Rochechouart），是法国的一个区域性医疗机构，其主病区医院位于圣瑞尼安市区西侧，该院设有床位370个，是罗什舒阿尔区内规模最大的公立综合性医院。

### 住房
2020年，圣瑞尼安境内共有各类住房6,441套，其中66.7%为独立式住宅，33.2%为集中式住宅。常住房屋占圣瑞尼安市镇范围内居民建筑总量的87.8%。
在住房保障政策方面，2022年，圣瑞尼安境内共有1,141户家庭获得了住房经济补助，受益人数占总人口数量的10.0%，其中1,120份为房租补助。

### 商业
2021年，圣瑞尼安境内共有各类实体商铺267家，其中餐厅34家、大型超市5家、杂货店2家、面包房10家、肉铺7家、书店4家、装饰品店5家、银行门店8家、美容美发店21家、汽车维修店16家。圣瑞尼安镇中心建有一家Intersport商场，市区东北部的Les Martines商业街区内分布有E.Leclerc、Gifi、Super U、Action、BUT、Aldi、Lidl等购物超市。

### 体育
2021年，圣瑞尼安境内共有1家游泳池、4间体育馆、2座综合体育场、5处网球场、4处足球或橄榄球场、4处篮球或排球场以及1处高尔夫球场。
圣瑞尼安橄榄球体育联盟是圣瑞尼安的代表性体育团体，该队成立于1940年，其主队2023至2024赛季参加法国橄榄球乙组联赛，其主场为勒沙莱球场（Stade du Châlet）。
截至2024年4月，圣瑞尼安境内共有两家注册足球俱乐部。圣瑞尼安足球体育联盟（Association sportive Saint-Junien football，编号523322）是当地的代表性足球队，成立于1968年，其主队2023至2024赛季参加维埃纳省甲级足球联赛（法国第九级别），其主场亦为勒沙莱球场（Stade du Châlet）。

### 环境
圣瑞尼安的环境事务由其所属的利穆赞海洋门市镇公共社区联合各级政府协调负责。2021年，圣瑞尼安境内共有2家污染企业。

### 治安
2021年，圣瑞尼安市镇范围内有1处宪兵队。
圣瑞尼安国家宪兵队（zone gendarmerie de Saint-Junien）的管辖范围共包括51个市镇。2020年，该宪兵队累计记录各类案件1,572起，其中盗窃类案件724起，经济类案件272起，毒品交易类案件84起。

## 文化

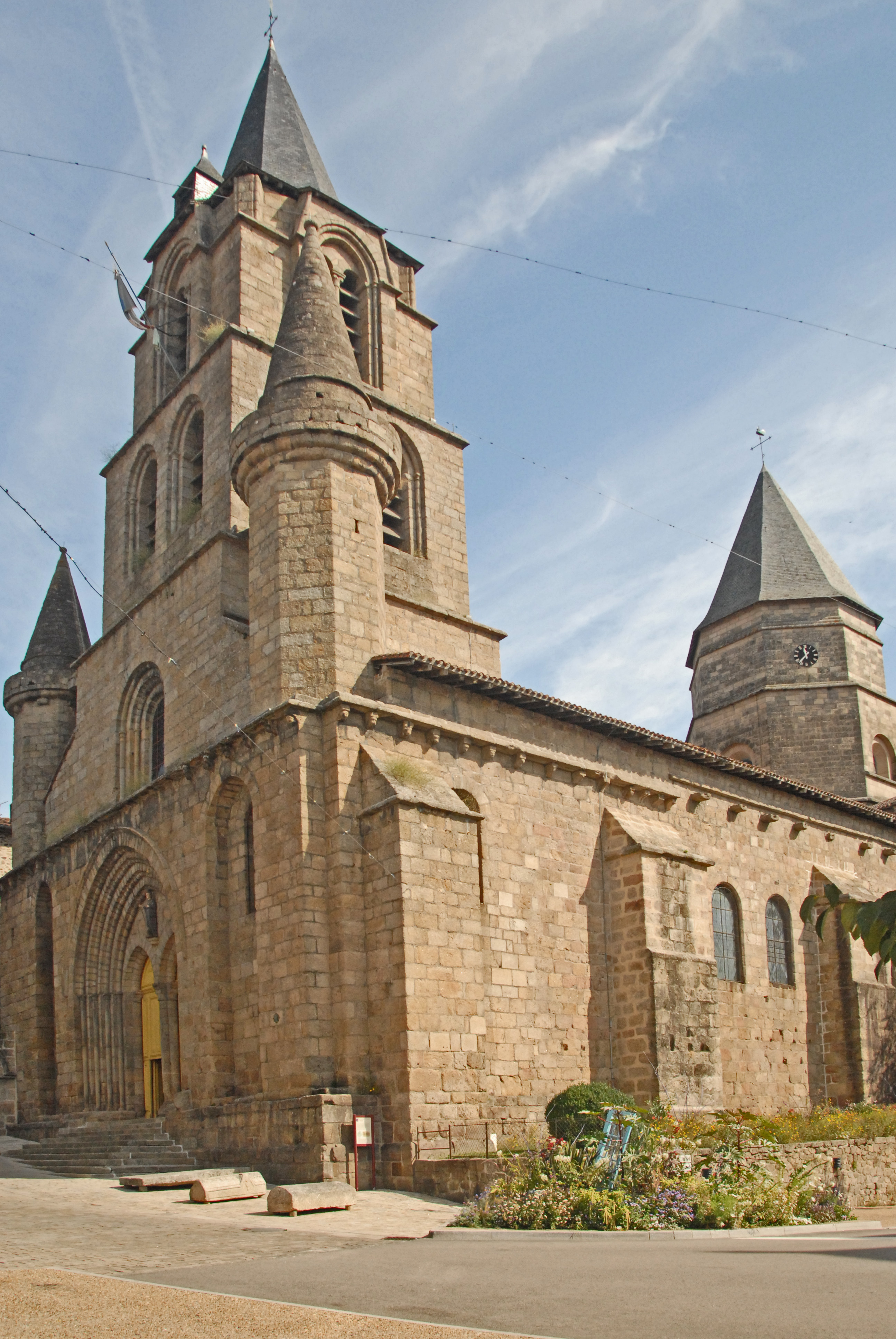
圣瑞尼安大教堂

2021年，圣瑞尼安境内共有1家剧场和1家电影院。圣瑞尼安境内建有市政多媒体中心（Médiathèque municipale），每周二至六向公众开放。

### 建筑
圣瑞尼安境内有多处历史建筑，其中圣瑞尼安圣瑞尼安大教堂、圣阿芒修道院（Abbaye de Saint-Amand）等为法国国家文物保护单位。

### 旅游
圣瑞尼安的旅游事务由其所属的利穆赞海洋门市镇公共社区联合各级政府协调负责。2023年，圣瑞尼安境内共有3家酒店共计105间房间；另有1个露营地，可容纳共64辆露营车。

### 媒体
法国主要的媒体均可在圣瑞尼安接收，法国电视三台下属的新阿基坦大区频道在部分时段播出圣瑞尼安所在上维埃纳省的地方新闻。蓝色法兰西利穆赞广播、云雀广播、法国电视三台利穆赞频道、《中央人民报》等是当地主要的地方性媒体。

## 相关人物
法国作家热罗姆·塔罗、自行车运动员约瑟夫·路易·拉瓦尔和2007年法国小姐亚军索菲·武兹洛出生于圣瑞尼安。
法国画家让-巴蒂斯特·卡米耶·柯洛曾在圣瑞尼安居住了12年并在此创作了多件作品。

## 友好城市
截至2024年4月，圣瑞尼安共与三座城市建立了友好城市关系：
- 比利时 沙勒罗瓦（1970年）
- 德国 文德尔施泰因（2000年）
- 波蘭 Żukowo（2001年）